# 鍾駿聲
鍾駿聲（1833年—卒年不詳），字雨辰，號亦谿。浙江仁和（今屬杭州市）人，祖籍廣東新会。鍾世耀之子，清朝政治人物。前任杭州市长锺伯熙（任期1983年-1988年）之曾祖父。

## 經歷
- 咸豐十年（1860年）庚申恩科狀元。授翰林院修撰，掌修國史。
- 十一年（1861年）：翰林院修撰，充任顺天乡试同考官。
- 同治元年（1862年）：翰林院散館，仍授修撰，充會試同考官。
- 六年（1867年）：湖北鄉試副考官，以翰林院修撰提督四川學政。九年（1870年）請假回籍修墓。
- 十三年（1874年）：翰林院修撰，會試同考官。
- 光緒元年（1875年）：翰林院修撰，充實錄館修纂官。
- 二年（1876年）：翰林院修撰，實錄修纂官，山東鄉試正考官。
- 三年（1877年）：升日講起居注官，仍任實錄修纂官，升翰林院侍講學士。

## 著述
- 《養自然齋詩話》十卷
- 〈彰明縣名賢祠記〉